# 菲爾·博斯維爾
菲爾·博斯維爾（Phil Boswell，1963年7月23日—）是一位蘇格蘭民族黨的政治人物。自2015年5月至2017年，他是寇特布里奇、克里斯頓和貝爾斯希爾選區選出的英國下議院議員。在踏入政界之前，他曾做過警察和石油行業的工作。